# Puerto Real
Puerto Real – miasto w Hiszpanii, we wspólnocie autonomicznej Andaluzja. W 2007 liczyło 38 974 mieszkańców.